# Prospalta siderea
Prospalta siderea är en fjärilsart som beskrevs av John Henry Leech 1900. Prospalta siderea ingår i släktet Prospalta och familjen nattflyn. Inga underarter finns listade i Catalogue of Life.